# Châteauneuf-sur-Isère
 Châteauneuf-sur-Isère  es una población y comuna francesa, en la región de Ródano-Alpes, departamento de Drôme, en el distrito de Valence y cantón de Bourg-de-Péage.

## Demografía
| 2089 | 2150 | 2012 | 2591 | 3031 | 3285 |
| Para los censos de 1962 a 1999 la población legal corresponde a la población sin duplicidades (Fuente: INSEE [Consultar]) |      |      |      |      |      |